# Сьєнна (Техас)
Сьєнна (англ. Sienna) — переписна місцевість (CDP) в США, в окрузі Форт-Бенд штату Техас. Населення — 20 204 особи (2020).

## Географія
Сьєнна розташована за координатами 29°29′19″ пн. ш. 95°30′4″ зх. д. / 29.48861° пн. ш. 95.50111° зх. д. (29.488715, -95.501129).  За даними Бюро перепису населення США в 2010 році переписна місцевість мала площу 36,36 км², з яких 35,25 км² — суходіл та 1,11 км² — водойми.

## Демографія
Згідно з переписом 2010 року, у переписній місцевості мешкала 13 721 особа в 4057 домогосподарствах у складі 3658 родин. Густота населення становила 377 осіб/км².  Було 4214 помешкання (116/км²).
Расовий склад населення:
| - 65,1 % — білих - 18,1 % — чорних або афроамериканців - 11,0 % — азіатів - 0,4 % — корінних американців - 0,1 % — вихідців з тихоокеанських островів - 2,7 % — осіб інших рас |

До двох чи більше рас належало 2,6 %. Частка іспаномовних становила 12,1 % від усіх жителів.
За віковим діапазоном населення розподілялося таким чином: 38,0 % — особи молодші 18 років, 57,7 % — особи у віці 18—64 років, 4,3 % — особи у віці 65 років та старші. Медіана віку мешканця становила 34,0 року. На 100 осіб жіночої статі у переписній місцевості припадало 97,7 чоловіків;  на 100 жінок у віці від 18 років та старших — 93,1 чоловіків також старших 18 років.
Середній дохід на одне домашнє господарство  становив 168 560 доларів США (медіана — 132 794), а середній дохід на одну сім'ю — 165 206 доларів (медіана — 133 015). Медіана доходів становила 107 843 долари для чоловіків та 79 007 доларів для жінок. За межею бідності перебувало 5,1 % осіб, у тому числі 2,1 % дітей у віці до 18 років та 6,9 % осіб у віці 65 років та старших.
Цивільне працевлаштоване населення становило 6652 особи. Основні галузі зайнятості: освіта, охорона здоров'я та соціальна допомога — 23,7 %, науковці, спеціалісти, менеджери — 17,8 %, роздрібна торгівля — 10,3 %, фінанси, страхування та нерухомість — 10,2 %.